# Baetiella tonneri
Baetiella tonneri is een haft uit de familie Baetidae. De wetenschappelijke naam van de soort is voor het eerst geldig gepubliceerd in 1983 door Braasch & Soldán.
De soort komt voor in het Palearctisch gebied.